# Kostel svatého Petra a Pavla (Jinošov)
Kostel svatého Petra a Pavla je farní kostel v římskokatolické farnosti Jinošov, nachází se na návrší v areálu hřbitova v centru obce Jinošov. Kostel je jednolodní stavbou s původně románským jádrem, v blízkosti kostela stojí hranolová zvonice. Kostel je chráněn jako kulturní památka České republiky.

## Historie
Kostel byl postaven někdy kolem roku 1368, z tohoto roku existuje první písemná zmínka o kostele. V 15. století bylo postaveno nové kněžiště. V roce 1620 po bitvě na Bílé hoře byl kostel poničen polskými kozáky, ještě v roce 1804 byly na úbočí kopce vidět pozůstatky farní budovy. Po třicetileté válce byla jinošovská farnost připojena k farnosti v Mohelně, to se stalo přibližně v roce 1622, v roce 1739 pak vznikla v Jinošově expozitura a později také kurácie, k tehdejší farnosti pak byly přifařeny i další obce – Jasenice, Pucov, Jestřábí a v roce 1785 ještě Kralice a Horní Lhotice, ještě později Jindřichov a Košíkov. Farnost pak znovu vznikla až v roce 1834. Po vzniku kurácie bydlel kurát v tehdejší opuštěné tvrzi, v dnešní faře.
Nejstarší stavební část kostela je presbytář s gotickými žebry a sakristii, později byla postavena hlavní loď s kůrem, dvě věže a krypta s kapličkou. V roce 1783 byla přistavěna boční kaple. Zvonice byla postavena ze dvou původních věží, měla integrovány tři zvony, v roce 1902 byla navýšena o několik metrů. Ve dvacátém století byla ke kostelu přistavěna předsíň. V roce 1984 byl kostel rekonstruován architektem Viktorem Dohnalem, který je rovněž autorem oltářního stolu a ambonu. V rámci rekonstrukce byl rovněž umístěn nový kříž (autor Miloš Vlček), dvířka svatostánku (Heřman Kotrba) a osazeny nové vitráže s patrony kostela dle návrhu Karla Rechlíka.